# BZFlag
BZFlag (afkorting van Battle Zone capture the Flag) is een gratis, open source, online multiplayer spel. Het is een first-person tankgevecht dat te vergelijken is met Battlezone. Het werd geschreven door Chris Schoeneman voor SGI computers die op IRIX werkten, maar het werd ondertussen geporteerd naar andere besturingssystemen, waaronder Windows, Linux, Mac OS X, BSD and Solaris. De broncode is vrij beschikbaar onder de GNU Lesser General Public License op de website van het project.

## Het spel
In een BZFlag-spel rijden spelers rond in tanks in een wereld (map) die centraal op een server bewaard wordt. Tanks kunnen door andere tanks rijden, maar kunnen niet door gebouwen of andere objecten rijden. Het objectief is om je tegenstanders te verslaan door hun tanks te vernietigen.
Er zijn enkele spelstijlen die ervoor zorgen dat het objectief aangepast wordt. Deze stijlen bevinden zich op de server. Het is dus de serverbeheerder die bepaalt hoe het spel zich afspeelt. Als er geen specifieke stijl gedefinieerd is, dan is het enige objectief het vernietigen van de andere tanks. Dit is een free for all (FFA).

### Spelstijlen
Er zijn in totaal vier spelstijlen:
- Free for all (FFA): zo veel mogelijk tanks van tegenstanders vernietigen
- Capture the flag (CTF): hierbij is het doel om de vlag van de tegenstander te veroveren en naar je basis te brengen.
- Rabbit chase: iedere oranje tank jaagt achter het konijn, één witte tank
- King of the hill: het doel is om 30 tot 60 seconden in een bepaald gebied te blijven zonder te worden vernietigd. Als je hierin slaagt, dan word je King of the Hill

### Teams
Tanks kunnen meespelen in een van de vier teamkleuren, als rogue of als kijker. Kijkers kunnen niet spelen, maar kunnen zich eender waar in de wereld bevinden. Kijkers hebben geen tank en zijn hierdoor ook niet zichtbaar voor andere spelers. Ze worden echter wel in het scorebord getoond.
De gekleurde teams zijn Rood, Groen, Blauw en Paars. Roguespelers zijn teamloos: zij kunnen zowel teamspelers als andere roguespelers vernietigen. Roguetanks zijn grijs op het scherm en geel op de radar.